# Matt Pelech
Matthew „Matt“ Pelech (* 4. September 1987 in Toronto, Ontario) ist ein ehemaliger kanadischer Eishockeyspieler, der im Verlauf seiner aktiven Karriere zwischen 2003 und 2020 unter anderem 438 Spiele in der American Hockey League (AHL) auf der Position des Verteidigers bestritten hat. Zudem absolvierte Pelech weitere 13 Partien für die Calgary Flames und San Jose Sharks in der National Hockey League (NHL) und stand darüber hinaus in der Deutschen Eishockey Liga (DEL) und österreichischen Erste Bank Eishockey Liga (EBEL) unter Vertrag.

## Karriere

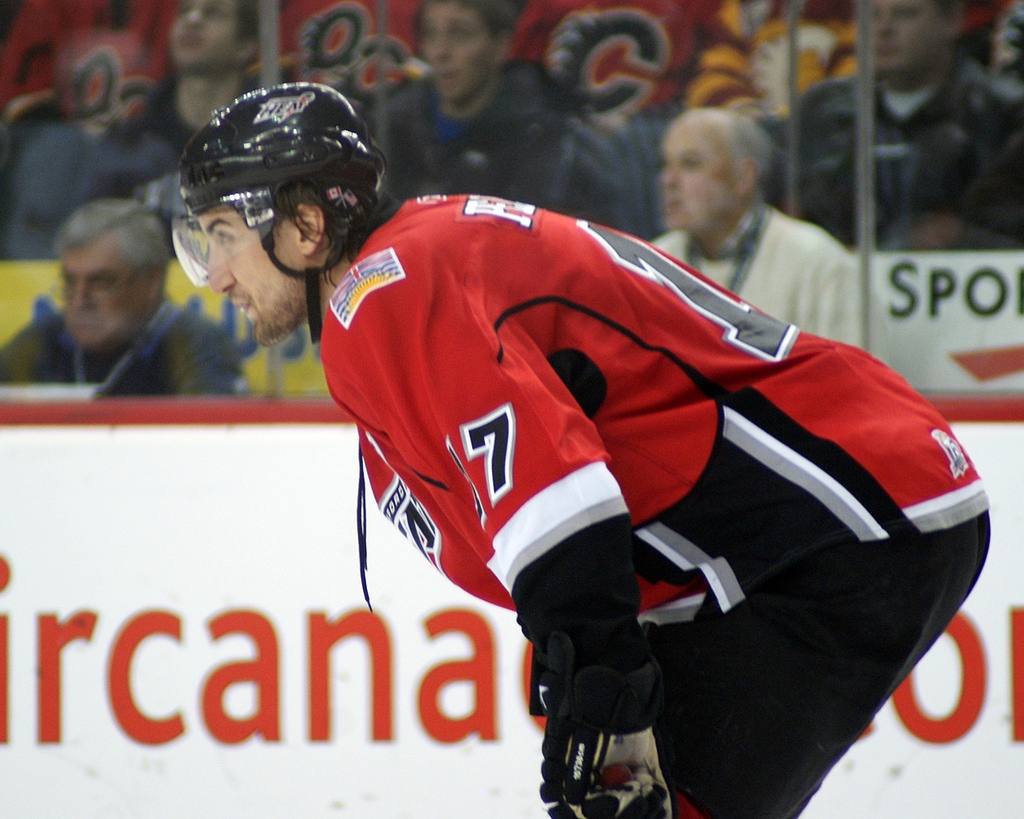
Pelech im Trikot der Abbotsford Heat (2011)

Pelech begann seine Karriere in der Saison 2003/04 bei den Sarnia Sting in der Juniorenliga Ontario Hockey League (OHL), wo er zweieinhalb Jahre auf dem Eis stand und anschließend innerhalb der Liga zu den London Knights wechselte. In der Spielzeit 2006/07 lief der Verteidiger für die Belleville Bulls auf und wurde anschließend im Sommer 2007 von den Calgary Flames aus der National Hockey League (NHL), die sich zuvor im Rahmen des NHL Entry Draft 2005 die Transferrechte am Kanadier gesichert hatten, unter Vertrag genommen. Dort kam Pelech in den folgenden zwei Jahren fast ausschließlich beim damaligen Farmteam Quad City Flames in der American Hockey League (AHL) zum Einsatz, ehe er im April 2009 erstmals fünf Partien für Calgary in der höchsten Spielklasse Nordamerikas bestritt. Anschließend verbrachte der Defensivspieler erneut zwei Spielzeiten beim Nachfolge-Kooperationspartner Abbotsford Heat in der AHL, wobei er sich nicht für weitere Einsätze bei den Calgary Flames empfehlen konnte und dementsprechend auch im Anschluss an die Saison 2010/11 kein neues Vertragsangebot erhielt.
Im Sommer 2011 wurde Pelech von den San Jose Sharks verpflichtet, bekam dort aber in den folgenden zwei Jahren – mit Ausnahme von acht NHL-Spielen – ebenfalls ausschließlich Einsätze beim Farmteam Worcester Sharks in der AHL. Nachdem der Linksschütze zu Beginn der Spielzeit 2014/15 zunächst ohne Verein geblieben war, schloss er sich im November 2014 den Utah Grizzlies aus der ECHL an, spielte jedoch von Dezember desselben Jahres bis April 2015 leihweise für die Rochester Americans in der AHL. Im Sommer 2015 entschied sich Pelech für einen Wechsel nach Europa und unterschrieb einen Einjahresvertrag bei den Schwenninger Wild Wings, für die er in der Saison 2015/16 in der Deutschen Eishockey Liga (DEL) auflief.
Im April 2016 unterschrieb Pelech einen Zweijahresvertrag beim Ligakonkurrenten Hamburg Freezers, allerdings wurde im Folgemonat bekannt gegeben, dass die Freezers keine Lizenz für die Spielzeit 2016/17 beantragen. Im September 2016 wurde er von den Graz 99ers aus der österreichischen Erste Bank Eishockey Liga (EBEL) unter Vertrag genommen. Zur Saison 2017/18 kehrte er in die DEL zurück; im Mai 2017 unterschrieb er beim ERC Ingolstadt. Sein Vertrag wurde 2018 in Ingolstadt nicht verlängert und so wechselte er zurück nach Österreich zum EC VSV. Nach einem Jahr in Villach, in dem er in 40 Einsätzen zwei Tore, zwölf Vorlagen und 118 Strafminuten gesammelt hatte, wechselte er in die britische Elite Ice Hockey League (EIHL) zum nordirischen Hauptstadtklub Belfast Giants. Im Sommer 2020 beendete der 32-Jährige seine aktive Karriere.

## Spielweise
Pelech gilt als zweikampfstarker Defensivverteidiger, der bedingt durch seine Statur mit einer körperbetonten Spielweise sowie enormer physischer Präsenz auffällt und infolgedessen häufig in Faustkämpfe verwickelt ist, was dementsprechend oftmals eine hohe Anzahl an Strafminuten zur Folge hat. Während seiner Zeit bei den Worcester Sharks spielte er zwischenzeitlich auch auf der Position des rechten Flügelstürmers und wurde als Enforcer eingesetzt.

## Erfolge und Auszeichnungen
- 2005 Ivan Tennant Memorial Award

## Karrierestatistik
(Legende zur Spielerstatistik: Sp oder GP = absolvierte Spiele; T oder G = erzielte Tore; V oder A = erzielte Assists; Pkt oder Pts = erzielte Scorerpunkte; SM oder PIM = erhaltene Strafminuten; +/− = Plus/Minus-Bilanz; PP = erzielte Überzahltore; SH = erzielte Unterzahltore; GW = erzielte Siegtore; 1 Play-downs/Relegation; Kursiv: Statistik nicht vollständig)

## Familie
Pelech stammt aus einer Eishockeyfamilie. Seine Brüder Michael und Adam sind ebenfalls professionelle Eishockeyspieler. Sein Onkel Mike Gillis, der unter anderem als General Manager bei den Vancouver Canucks tätig war, hatte eine langjährige Karriere in der National Hockey League.